# Dave Christian
David William (Dave) Christian (Warroad, 12 mei 1959) is een Amerikaans ijshockeyer. 
Tijdens de Olympische Winterspelen 1980 in eigen land won Christian samen met zijn ploeggenoten de gouden medaille. Zijn vader Bill Christian won in 1960 de gouden medaille met de Amerikaanse ijshockeyploeg.
In 1980 tekende Christian voor de NHL-club Winnipeg Jets. 